# فرودگاه ویویگانی
فرودگاه ویویگانی  (به انگلیسی: Vivigani Airfield) یک فرودگاه همگانی با کد یاتا VIV است که یک باند فرود آسفالت دارد. این فرودگاه در کشور پاپوآ گینه نو قرار دارد .